# Прилепско клане
Прилепското клане е (на македонска литературна норма: Масакрот во Прилеп) е масов разстрел на привърженици на Методи Шаторов – Шарло и българи от страна на службите за сигурност на Югославия (ОЗНА).
Според Коста Църнушанов клането се извършва през 1945 година по заповед на Цветко Узуновски - Абаз и Светозар Вукманович – Темпо. Така са убити привържениците на Шаторов:
- Димче Топличанец – Клайнето, шивач, около 43-годишен, потомък на един от героите на „Ножот“ (1907 г.); мъж умен, приятен, твърд, обичан;
- Ордан Дебеламесо, вече възрастен, към 70-годишен, основател на комунистическата партия в Прилеп;
- Неговия син Х. Йорданов – Дебеломесо, студент;
- Трайче Електротехника от с. Селце;
- Коце Кюркчиев, секретар на кметството в Прилеп, след освобождението на града в 1941 година,[1] също един от основателите на партията в града, възпитател на много партийни кадри. При опит за арестуването му той се самоубил.[2]

Отделно като българи са разстреляни и следните лица:
- Александър Хаджиздравев, юрист, потомък на възрожденското семейство Хаджиздравеви. Застрелян е на улицата.
- Чичо му Панче Хаджиздравев, завършил Физико-математическия факултет в Лиеж, бивш български учител в турско време, от дълбока скръб за любимия си племенник и тежко разочарован от новия поход срещу българщината, се самообесва с думите: „По-добре ужасен край, отколкото ужаси без край!“
- Христо (Ицко) Иванов Сърчар, търговец на стъклария, застрелян пред вратата на собствения му дом от д-р Дулян от Ресен, зъболекар, женен за французойка, голям злодей. Търсил е и сина му Кирил Христов Иванов, също проявен българин, но той успял да избяга и бива осъден задочно на смърт.[2]
- Илия Ристески Лажо, шивач и също проявен българин от народа, обесен.
- Дончо Северски от с. Варош, край Прилеп, бивш дългогодишен организационен четник, кмет в едно сърбоманско село в Прилепско.
- Никола Стоянов – Мамин Кольо, шивач, активен българин, критикувал насилията над българщината от страна на сърбоманите партизани.
- Миро Симоновски, 65-годишен мъж, кмет на албанското с. Десово, роднина на Димитър Талев (зет от братовчедка) – обесен лично от Вера Ацева.
- Илия Оровчанец – Никодинец.
- Ицко Радески.
- Милан Гюрлуков – деец на ВМРО.[3]